# Cuzorn
Cuzorn (okzitanisch Cusòrn) ist eine französische Gemeinde mit 850 Einwohnern (Stand 1. Januar 2022) im Département Lot-et-Garonne in der Region Nouvelle-Aquitaine (bis 2015 Aquitanien). Sie gehört zum Arrondissement Villeneuve-sur-Lot und zum Kommunalverband Fumel Vallée du Lot. Die Bewohner werden Cuzornais genannt.

## Geografie
Die Gemeinde Cuzorn liegt in der Naturregion der Bouriane im engen, tief eingeschnittenen Tal der Lémance, einem Nebenfluss des Lot, etwa 33 Kilometer nordöstlich von Villeneuve-sur-Lot und 55 Kilometer südöstlich von Bergerac. Das 23,34 km² umfassende Gemeindegebiet ist von Kastanienwäldern auf den Hochplateaus sowie Äckern, Weiden und Obstplantagen geprägt.
Zu Cuzorn gehören die Dörfer Lascombes, Ratier, Mélis, Lajasse Mélis, Lagarde, Laborde, Coustélou, Al Calfour, Péméja (teilweise), Laborderie, Capoulette, Gibert, Bret, La Forge, Pourquiès (teilweise), Le Vignal, Belarbre, Guiraudel, Tesquet, La Jasse Tesquet und Vignasse sowie weitere Weiler und Einzelhöfe.
Nachbargemeinden von Cuzorn sind Saint-Front-sur-Lémance im Norden und Nordosten, Fumel im Osten und Südosten, Monsempron-Libos im Süden, Salles im Südwesten, Gavaudun im Westen sowie Blanquefort-sur-Briolance im Nordwesten.

## Geschichte
Das Château Cuzorn wurde im 13. Jahrhundert auf den Kalksteinfelsen über der Lémance eine Burg errichtet, um das Lémance-Tal zu kontrollieren. Die Ruinen zeugen noch heute von der einstigen Bedeutung im Hundertjährigen Krieg, den Religionskriegen und der Französischen Revolution. Auch die Kirche Saint-Martin stammt aus dem 13. Jahrhundert und wurde hoch über dem Flusstal errichtet.
In der Gegend um Cuzorn wurde früher Eisen abgebaut, was den Betrieb von Schmieden und Mühlen ermöglichte. Die letzte heute noch erhaltene Wassermühle ist die Moulin de Pombié

### Bevölkerungsentwicklung
| Jahr      | 1962 | 1968 | 1975 | 1982 | 1990 | 1999 | 2010 | 2021 |
| Einwohner | 823  | 822  | 786  | 837  | 901  | 870  | 878  | 849  |

Im Jahr 1856 wurde mit 1474 Bewohnern die bisher höchste Einwohnerzahl ermittelt. Die Zahlen basieren auf den Daten von cassini.ehess und INSEE.

## Sehenswürdigkeiten
- Pfarrkirche Saint-Martin im Ortsteil Gibert mit romanischem Chor, ehemaliges Priorat der Abteien Saint-Geraud in Aurillac, Saint-Front und Monsempron, Monument historique[4]
- Reste des Château Cuzorn, als Cuzorn castrum erstmals 1271 erwähnt, der Bailliage Tournon zugehörig, Monument historique[5]
- Herrenhaus Roudigou aus dem 18. Jahrhundert mit viereckigem Taubenturm

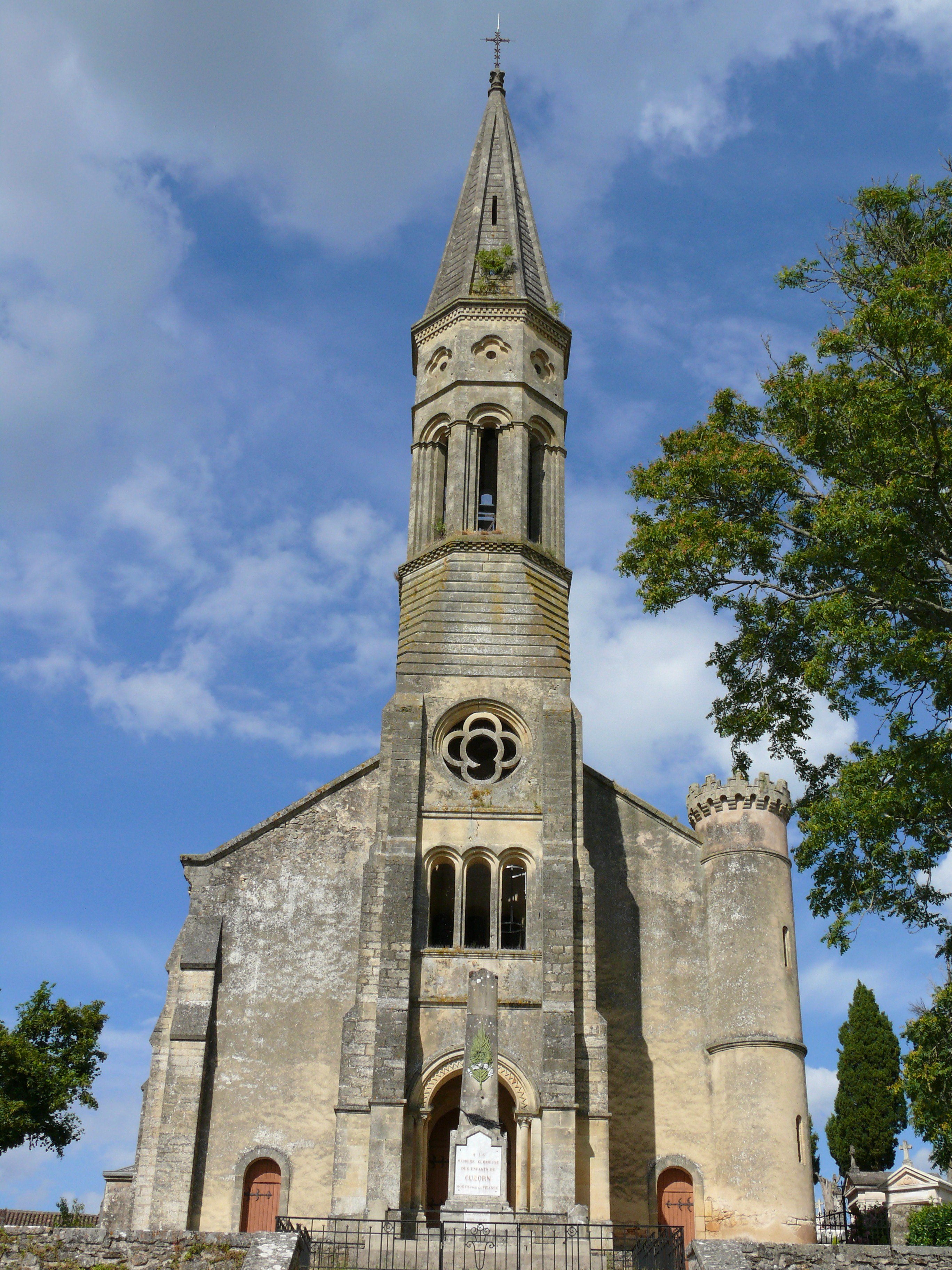
Kirche Saint-Martin
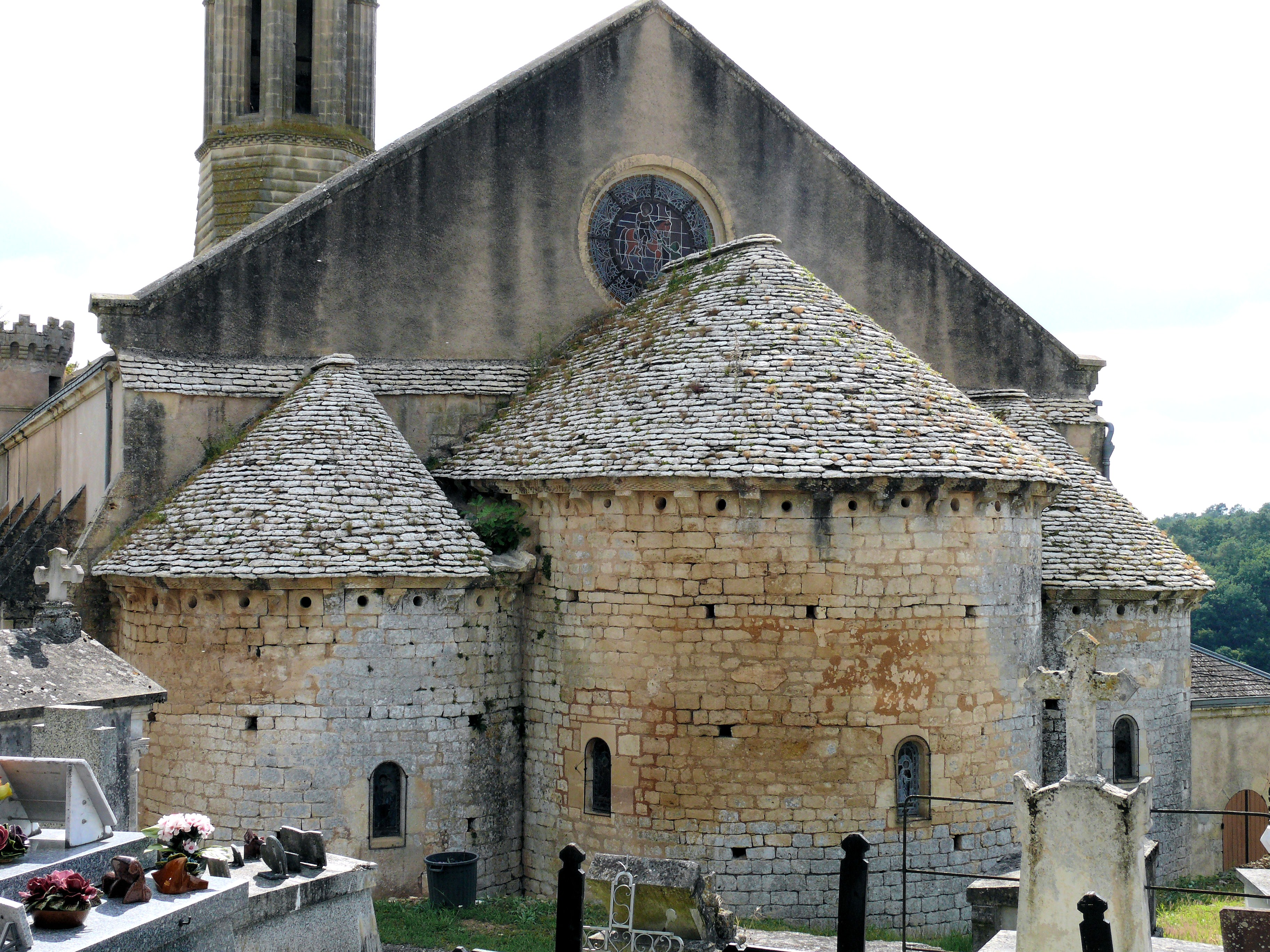
Romanischer Chor der Kirche
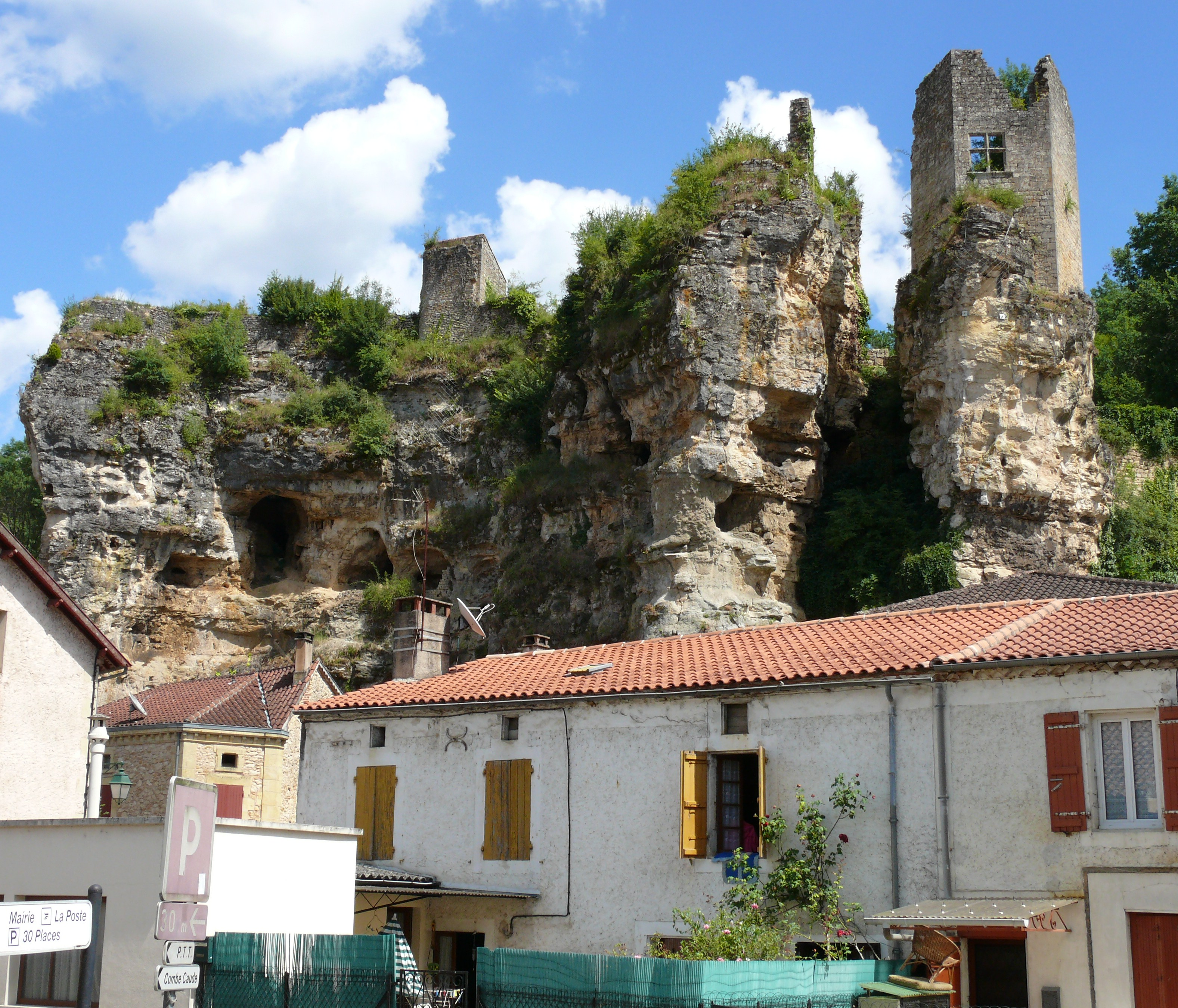
Reste des Château Cuzorn

## Wirtschaft und Infrastruktur
In Cuzorn gibt es mehrere Handwerks- und Dienstleistungsunternehmen. Darüber hinaus sind in Cuzorn 30 Landwirtschaftsbetriebe ansässig (Getreide- und Gemüseanbau, Obstplantagen, Milchviehhaltung, Pferdezucht, ein Winzerbetrieb).
Cuzorn liegt an der Route nationale 710 von Siorac-en-Périgord nach Fumel. Nahe der 50 Kilometer östlich gelegenen Stadt Cahors besteht ein Anschluss an die Autoroute A 20 von Vierzon nach Toulouse. Der acht Kilometer entfernte Bahnhof von Monsempron-Libos liegt an der Bahnstrecke von Niversac nach Agen.

## Persönlichkeiten
- Hilarion Ballande (1820–1887), Schauspieler, Dramatiker und Theaterdirektor

## Belege
1. ↑  kurzer Geschichtsabriss auf fumelvalleedulot.com (französisch)
2. ↑  Cuzorn auf cassini.ehess
3. ↑  Cuzorn auf INSEE
4. ↑  Eintrag in der Base Mérimée des Kulturministeriums. Abgerufen am 22. Januar 2019 (französisch).
5. ↑  Eintrag in der Base Mérimée des Kulturministeriums. Abgerufen am 22. Januar 2019 (französisch).
6. ↑  Landwirtschaftsbetriebe auf annuaire-mairie.fr (französisch)